# Карстенс, Вероника
Вероника Карстенс (урождённая Приор; 18 июня 1923, Билефельд — 25 января 2012, Бонн) — немецкий общественный деятель. Первая леди Германии с 1979 по 1984 год.

## Биография
Вероника Приор родилась 18 июня 1923 года. Она была младшей из четырёх детей в семье. Её отец был инженером.
Она получила аттестат зрелости в школе Билефельда, а в 1941 году прошла обязательную имперскую трудовую службу в Ветрупе. В 1942 году она начала изучать медицину во Фрайбургском университете, где сдала медицинский экзамен. Затем с 1944 по 1945 год работала медсестрой в больнице Немецкого Красного Креста.
В 1944 году она вышла замуж за Карла Карстенса (1914—1992) в Берлине, с которым познакомилась годом ранее. Детей у супругов не было.
После свадьбы она была домохозяйкой. В 1956 году она продолжила своё медицинское образование в Боннском университете. В 1960 году она завершила своё обучение, сдав государственный экзамен и получив докторскую степень. Затем последовала специализированная подготовка по внутренней медицине в Бонне. В начале 1960-х годов она стала соучредителем Службы по делам женщин и семьи в министерстве иностранных дел Германии.
С 1960 по 1968 год она работала помощником врача. В 1968 году она основала специализированную практику внутренней медицины в Меккенхайме, в первую очередь сосредоточившись на гомеопатии и альтернативной медицине. Она также верила в «земные лучи», которые могут быть причиной заболевания раком.
В 1972 году Карстенс была избрана в пресвитерию протестантского прихода Меккенхайма.
В 1979 году её супруг был избран президентом ФРГ, соответственно она стала первой леди Германии. В своей роли жены федерального президента она стала покровительницей Немецкого общества рассеянного склероза, отделения ЮНИСЕФ в Германии и Фонда выздоровления матерей. Одновременно она стала председателем Немецкой ассоциации помощи пожилым людям. В 1980 году она опубликовала свою публикацию Натуропатия – возможности и ограничения.
В 1982 году она с мужем основала Фонд Карла и Вероники Карстенс, который является одним главных гомеопатических фондов в Германии. В 1983 году она основала Ассоциацию по содействию эмпирическому исцелению, природе и медицине. За пять лет президентства своего мужа, она часто сопровождала его в заграничных поездках. Вероника также встречалась с другими первыми леди.
Она была почетным членом Ордена Святого Иоанна.
Вероника овдовела в 1992 году. В 1995 году она получила премию Фонда Германа Элерса. До 2009 года работала врачом. В том же году она ушла из общественной жизни и жила в санатории в Бонне.
Она умерла 25 января 2012 года. Она похоронена рядом с мужем на кладбище Риенсберг в Бремене, 13 февраля того же года.